# 카를루스 (포르투갈)
카를루스 1세(Carlos Fernando Luís Maria Victor Miguel Rafael Gabriel Gonzaga Xavier Francisco de Assis José Simão de Bragança Sabóia Bourbon e Saxe-Coburgo-Gotha, 1863년 9월 28일 ~ 1908년 2월 1일)는 포르투갈 왕국의 국왕(제33대)이다. 브라간사사셰코부르구고타 왕가의 3대 군주로 1578년에 죽은 세바스티앙 이후 포르투갈 역사에서 최초로 폭력으로 죽은 군주이다. 별명은 희생왕(o Martirizado), 외교왕(o Diplomata).

## 어린 시절
포르투갈 왕국의 수도 리스본에서 국왕 루이스 1세와 사보이의 국왕 비토리오 에마누엘레 2세의 딸인 마리아 피아 디 사보이아 왕녀 사이에서 장남으로 태어났으며 동생으로 아폰수 왕자가 있었다.
강렬한 교육으로 입헌 군주로서의 준비를 마쳤으며 1883년 이탈리아, 영국, 독일 등지를 여행하며 독일의 황제 프리드리히 3세의 딸과 결혼하려 했지만 영국의 압력으로 하지 못했으며 그 후 만난 아멜리 도를레앙과 결혼했다.

## 포르투갈의 왕
1889년 10월 9일 국왕으로 즉위했으며 1890년 3월 잠비아와 콩고강을 따라 17세기 포르투갈인들이 정복한 식민지를 순찰하며 영국과의 아프리카 식민지 조약을 체결했다.
1892년 6월 14일 경제 위기로 포르투갈이 국가 파산을 선언했고 이것은 1902년 5월 10일 또다른 국가 파산 선언과 산업 방해, 사회주의와 공화당 간의 대립, 군주제의 비판 등을 가져왔으며 이후 총리로 주앙 프랑코를 선정한 뒤 의회 해산을 수락했다.
과학과 예술의 후원자이기도 해서 1894년 항해왕자 엔히크 탄생 500주년 축하 파티에 적극적으로 참여했으며 1895년 리스본에서 유명 시인 주앙 데 켄을 초청했다.

## 암살
1908년 2월 1일 리스본에서 빌라 비코사의 궁전에서 알마다까지 여행을 가기 위해 코메르시우 광장을 지나던 중 두 공화당 운동가 알프레두 루이스 다 코스타와 마누엘 부이사를 만났다. 이때 부이사는 전직 기병 중사이자 사격의 명수라 숨겨둔 라이플 권총으로 카를로스를 향해 5발의 총을 쏴 카를로스는 그 자리에서 즉사하고 루이스 필리프 드 포르투갈 왕세자는 팔에 총을 맞아 20분 후에 사망했으며 차남 마누엘 왕자는 부상을 입었다.
코스타와 부이사도 그 자리에서 사살되고 죄없는 방관자 몇 명도 죽었으며 이 사건으로 카를로스 왕과 후계자 루이스 필리프 드 포르투갈 왕세자가 모두 죽어 며칠 후 어린 아들인 마누엘이 포르투갈이 왕이 되었고 그는 포르투갈과 브라간사사셰코부르구고타 왕가의 마지막 국왕이 되었다.

## 자녀
| 사진 | 이름                             | 생일             | 사망                 | 기타                             |
| ---- | -------------------------------- | ---------------- | -------------------- | -------------------------------- |
|      | 루이스 필리프 드 포르투갈 왕세자 | 1887년 3월 21일  | 1908년 2월 1일(20세) | 미혼으로 암살됨                  |
|      | 마리아 안나                      | 1887년 12월 14일 | 1887년 12월 14일     | 요절                             |
|      | 마누엘                           | 1889년 11월 15일 | 1932년 7월 2일(42세) | 포르투갈 마지막 국왕. 자녀 없음. |

## 사진

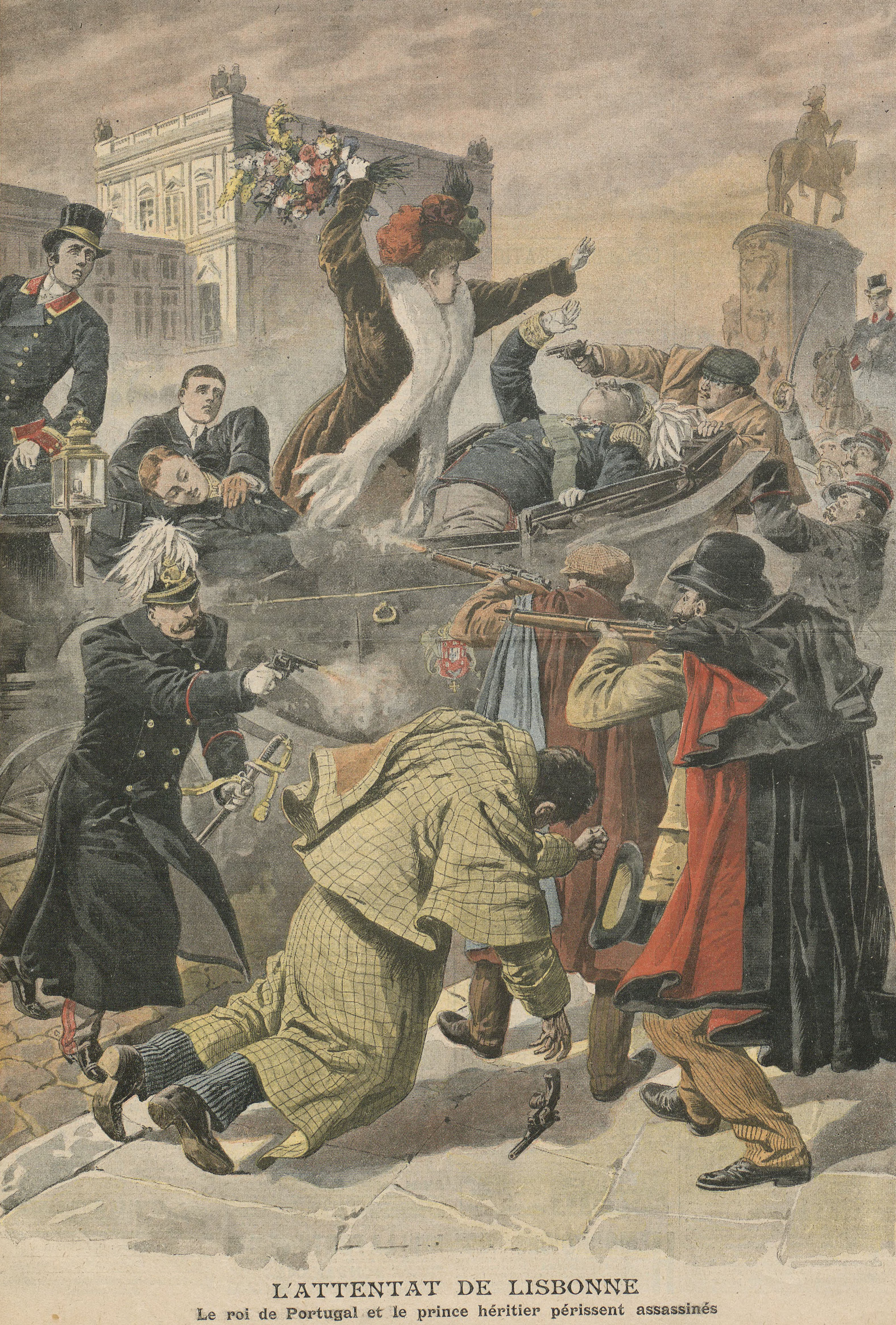
카를루스 1세 국왕 암살 사건을 묘사한 삽화